# Gilla Pátraic mac Domnaill
Gilla Pátraic mac Domnaill Mac Gilla Pátraic ou Gilla Pátraic IV (mort en 1146) est un roi d'Osraige de la lignée des Mac Giolla Phádraig qui règne  de vers 1126 à 1146.

## Règne
Gilla Pátraic mac Domnaill est le fils du Leth ri Domnal mac Donnchad mort en 1113. La Liste royale  « Reges Ossairge » attribue à Gilla Pátraic un règne de vingt années il semble donc succéder vers 1126  aux deux corégents évoqués par même document: 
- Conchobar mac Cerbaill (roi 1123-1126) et
- Murchad Mac Murchada (roi 1123-1126), ce dernier est apparemment un fils de Donnchad mac Murchada et le frère d'Énna Mac Murchada et de Diarmait Mac Murchada qui a été imposé comme roi d'Osraige par le premier lorsqu'il était lui-même roi de Leinster[3].

En 1126 Toirdelbach Ua Conchobair nomme son fils Conchobar Ua Conchobair roi de « Dublin et de Leinster » il descend dans le sud de l'Irlande dévaste la contrée dont le sud de l'Osraige et fait un grand massacre de Osraighi.
En 1133 Diarmait Mac Murchada, lors de son retour d'une expédition contre le Munster brule les récoltes de grains du Laois et du Nord Osraige. Toutefois l'année suivante en 1134 lorsqu'il envahit l'Osraige il est défait par les Osraighi puis il obtient une victoire sur eux et leurs alliés de les « Étrangers de Port Laigre ». Il semble qu'après cela l'Osraige demeure à l'abri des interventions extérieures. En 1146 Gilla Patraic, le petit-fils de Donnchad, seigneur d'Osraige est tué par trahison par  les fils de Congalach O'Braenains Ui Duach dans le centre de l'actuel comté de Kilkenny
Sa succession est assurée par son frère Cerball mac Domnaill Mac Gilla Patraic (Lethrí deisc Osreighe 1146-1163) Bien qu'il laisse un fils nommé Donnchad mac Gilla Pátraic Mac Giolla Phádraig qui sera ultérieurement Leth rí d'Osraige

## Sources
- (en) T.W Moody, F.X. Martin et F.J. Byrne, A New History of Ireland IX Maps, Genealogies, Lists. A companion to Irish History part II, Oxford, Oxford University Press, 2011, 690 p. (ISBN 978-0-19-959306-4).
- Stokvis, Anthony Marinus Hendrik Johan, préface de H. F. Wijnman, Manuel d'histoire, de généalogie et de chronologie de tous les États du globe, depuis les temps les plus reculés jusqu'à nos jours, Israël, 1966, p. 272 Table n°28a Généalogie des rois d'Ossory
- (en) J.F. Shearman, « Loca Patriciana: Part XII. The Early Kings of Ossory: The Seven Kings of Cashel Usurpers in Ossory: The Kings of the Silmaelodra-Of the Clan Maelaithgen - Maelduin Mac Cumiscagh-Cearbhall Mac Dungal: The Anglo-Norman Invasion of OssoryMartin the Elder, a Patrician Missionary in Ossory: His Churches », The Journal of the Royal Historical and Archaeological Association of Ireland, vol. 4 no 33/34,‎ 1878, p. 336-408 (JSTOR 25506726) Consulté le 23 mars 2021